# اوغور پکتاش
اوغور پکتاش (انگلیسی: Uğur Pektaş؛ زادهٔ ۱۶ آوریل ۱۹۷۹) بازیگر، و بازیگر تلویزیون اهل ترکیه است.